# Crazy for You
Pour l’article homonyme, voir Crazy for You (comédie musicale).
Singles de Madonna
Material Girl
(1985) Angel
(1985)
Pistes de Vision Quest
Hot Blooded
(2)
Crazy for You est une chanson de l'artiste américaine Madonna pour la bande originale du film Vision Quest. Elle sort le 2 mars 1985 sous le label Geffen Records comme premier single de la bande originale du film, et est incluse plus tard dans la compilation Something to Remember. La chanson apparaît aussi en remix dans les grandes compilations The Immaculate Collection et Celebration, et est ré-éditée en single le 24 février 1991 sous le label Sire Records pour promouvoir le premier de ces deux albums. Les producteurs Jon Peters et Peter Guber, ainsi que le directeur Phil Ramone, décident de prendre Madonna après avoir entendu ses précédentes chansons. Ils emploient John Bettis et Jon Lind pour écrire la chanson. Après avoir lu le scénario du film, Bettis et Lind écrivent la chanson sur la situation dans laquelle sont les personnages quand ils se rencontrent dans une discothèque. L'enregistrement initial n'impressionne pas et ils trouvent que Crazy for You pourrait faire tomber la bande originale. Toutefois, une nouvelle version est enregistrée et les impressionne, elle est donc ajoutée à l'album.
John « Jellybean » Benitez est le producteur de la chanson, et cela a été un défi pour lui, car il s'est précédemment associé pour enregistrer des chansons dance pop seulement. À l'origine, Warner Bros. Records ne veut pas qu'elle sorte en single, depuis qu'ils croient que Crazy for You retirerait l'attention du second album Like a Virgin. À la fin, Peters et Guber convainquent Warner d'avoir le feu vert pour sortir le single. Crazy for You annonce une nouvelle direction musicale pour Madonna, car elle n'a jamais enregistré de ballade auparavant. Elle présente une instrumentation de caisse claire, de harpe, de synthétiseur basses et de guitare électrique. Les paroles de la chanson décrivent le désir sexuel entre deux amoureux et comporte des doubles-sens. Elle reçoit des critiques positives de la presse contemporaine et des critiques musicaux, elle gagne une nomination aux Grammy Awards en 1986 dans la catégorie « Meilleure interprétation vocale pop féminine ».
La chanson devient le second numéro un de Madonna aux États-Unis dans le Billboard Hot 100 et atteint également cette place en Australie et au Canada. Elle se classe aussi en deuxième position en Irlande, Nouvelle-Zélande et Royaume-Uni, où elle est sortie deux fois, la première en 1985 et la deuxième en 1991. Madonna interprète Crazy for You dans deux tournées : The Virgin Tour en 1985 et Re-Invention Tour en 2004. Ces prestations sont incluses dans les vidéos accompagnatrices des tournées. La chanson est reprise par de nombreux artistes.

## Genèse
Crazy for You est écrite par John Bettis et Jon Lind. La ballade sort comme premier single de la bande originale de Vision Quest, un film sur un catcheur interprété par Matthew Modine. Les producteurs Jon Peters et Peter Guber, ainsi que le directeur Phil Ramone connaissent la jeune Madonna, qui vient juste de signer un contrat avec Sire Records. Ramone l'invite à dîner à sa maison aux Carolwood Records, où elle diffuse quelques-uns de ses clips. Ramone et les autres producteurs de Warner présents sont impressionnés par le sang-froid de Madonna et son style. Ils décident donc de tester sa voix dans un studio à New York. Peters est impressionné par Madonna et l'amène à Joel Sill, un directeur chargé de la musique à Warner Bros. Pictures, pour gérer l'enregistrement de deux chansons pour le film. Sill envoie le scénario du film à Bettis et Lind. Après être passé par le scénario, Bettis veut écrire une chanson sur la situation, où les personnages principaux - un jeune garçon et une fille dans une maison - dansent ensemble dans une discothèque. Il détaille :

« Nous avons été nigauds et Crazy for You est quelque chose que Jon chante plus que sur cette partie de la chanson. C'est vraiment descriptif de la scène dans le film. [...] Après quoi, j'étais en vacances dans le désert et [Sill] appelle et dit Phil Ramone est amoureux de la chanson et veut la montrer à Madonna. [Rires] Borderline est démodée à cette époque et j'ai dit : Excuse moi ? C'est pour Madonna ? Vraiment ? Peut-elle chanter une chanson comme celle-ci ? Jon et moi avons été surpris du choix de l'artiste à l'époque, si vous voulez savoir la vérité. »

## Enregistrement
Après que Sill apprend à Bettis et Lind que Madonna chanterait la chanson, un certain temps se passe avant que l'un d'eux entende quelque chose de Warner Bros. Records. Entretemps, ils viennent à une séance d'enregistrement et ne sont pas convaincus du processus pour réaliser la chanson. Bettis commente : « Nous sommes venus à l'une des séances, et pour être honnête, cette séance particulière ne va pas très bien. [...] Jon et moi sommes déprimés de la façon dont la chanson ressort. Nous n'avons rien entendu d'autre que cela et nous sommes un peu inquiet que la chanson vienne à être rayée du film ». Bettis vient en Angleterre pour travailler sur le film Legend en 1985 avec le producteur Jerry Goldsmith. C'est là qu'il reçoit un appel de Lind qui lui informe qu'une nouvelle version de Crazy for You est enregistrée et est maintenant prête à sortir en single. Bettis est surpris et revient chez Lind, où il reçoit chaleureusement la nouvelle version de la chanson. Elle a un arrangement différent de la version démo, et cet arrangement est réalisé par Rob Mounsey qui a refait la piste originale et a ajouté les chœurs. Bettis dit : « Nous lui devons une grande dette de gratitude [Mounsey]. Il en a vraiment fait un tube [la chanson] ». Mounsey est introduit dans le projet par le producteur John « Jellybean » Benitez qui a produit Crazy for You. Benitez s'est précédemment associé que pour produire des chansons dance pop et c'est la première fois qu'il fait une ballade. Dans le livre de Fred Bronson, The Billboard Book of Number 1 Hits, Benitez commente :

« La chanson a été enregistrée en direct. C'est la première fois que je produis une chanson en direct, plutôt que d'avoir des synthétiseurs et des boîtes à rythmes qui font tout. [...] J'étais crispé parce que je n'ai jamais fait une chanson comme celle-là. [...] Tout ce que j'ai fait est totalement par instinct. J'ai essayé de faire une chanson qui tient la route, mais au même moment travailler sur les deux scènes qui sont utilisées dans le film. »

Benitez remarque aussi que Crazy for You est une chanson importante pour Madonna, la chanson étant une ballade, elle est acceptée ouvertement sur les radios adultes. Elle est déjà classée avec Like a Virgin et Material Girl, d'où le fait que Madonna veut prouver qu'elle peut chanter dans un genre musical différent. Toutefois, Warner ne voulait pas que la chanson sorte en single, depuis que Vision Quest est disponible dans les salles de cinéma en même temps que la sortie de son second album, Like a Virgin, et sortir Crazy for You ferait distraire l'attention pour l'album. Mo Ostin, le chef de Warner Bros. Records, va voir Robert A. Daly, président de Warner, et lui demande de retirer la piste de Madonna de la bande originale de Vision Quest. Daly convoque Peters et Guber à son bureau et les informe qu'ils doivent laisser la piste de Madonna. Peters proteste et crie à Daly, résultant lui échapper de peur et Warner autorise Crazy for You à sortir en single.

## Composition
Crazy for You est une nouvelle direction musicale pour Madonna, qui n'a encore jamais enregistré de ballade. Selon l'auteur Rikky Rooksby, la chanson est sophistiquée comparée à ses précédents singles. L'introduction présente une mélodie faite par un bois et une guitare électrique, glissant d'un motif à un autre. Elle a une caisse claire dans le dernier rythme de la mesure, conduisant à la grande qualité de la plupart des couplets. D'autres instruments interviennent comme la harpe, le synthétiseur basse, et l'unique note d'un lick. Le rythme ne commence pas avant le refrain. Le tour de la mélodie permet à la voix de Madonna de s'étirer encore plus dans des notes aiguës. Crazy for You se situe dans une signature rythmique commune 4/4 avec un tempo modéré de 104 pulsations par minute. Elle se situe dans la tonalité de Mi majeur et la voix de Madonna se situe entre les notes Do6 à Sol4. La chanson a une séquence basique de Mi, La et Si comme progression. Contrairement à ses singles précédents, la progression d'accords ne se répète pas et le refrain éclaire lentement l'acmé de la chanson. Les paroles parlent de l'amour extrême pour quelqu'un d'autre. Elle contient des doubles-sens comme la chanson Then He Kissed Me du groupe The Crystals. Selon l'écrivain Dave Marsh, les paroles parlent d'une déclaration d'un désir sexuel franc entre deux adolescents. Il dit aussi que la ligne « I'm crazy for you ; Touch me once and you'll know it's true » n'est pas ambiguë et aide Madonna à capitaliser ses désambiguïtés.

## Accueil

### Critiques de la presse
Rikky Rooksby, auteur de The Complete Guide to the Music of Madonna, trouve que la chanson est sophistiquée. Alex Hendeson de AllMusic pense que l'autre piste de la bande originale, nommée Gambler, aurait dû avoir le plus de succès. Stephen Thomas Erlewine de Allmusic qualifie la chanson d'un de ses plus grands succès. Le biographe J. Randy Taraborrelli caractérise la chanson comme « impudente » et commente qu'elle apporte la preuve que Madonna est vocalement capable de livrer une ballade sérieuse. L'auteur Andrew Morton pense que la chanson cimente Madonna comme une chanteuse sérieuse et talentueuse qui « manque à ses précédents singles ». Allan Metz et Carol Benson, auteurs de The Madonna Companion: Two Decades of Commentary, dit que la chanson a l'air d'un « remake de la voix douce de Connie Francis à seize ans, ruisselant d'ancienneté, de romance de poche » spécialement dans la ligne « It's so brand new; I'm really crazy for you ». Dave Marsh, auteur de The heart of rock & soul: the 1001 greatest singles ever made, trouve qu'avec le coda de la chanson, Madonna la transforme en une chanson d'amour mature. William McKeen, auteur de Rock and roll is here to stay: an anthology, dit que la chanson « présente une sexualité agressive pour les femmes ». Maria Raha, auteur du livre Cinderella's big score: women of the punk and indie underground, dit qu'avec la chanson, « Madonna apporte un tronc plein de paroles banales sur la tradition ancienne de la musique pop, de l'amour ». Crazy for You est nommée aux Grammy Awards dans la catégorie « Meilleure interprétation vocale pop féminine », mais perd face à Saving All My Love for You de Whitney Houston. La chanson est classée à la 38e place des « 100 plus grandes chansons d'amour » de VH1 et durant la spéciale, il est révélé que Crazy for You a été enregistrée en une fois. En 2003, les fans de Madonna sont appelés à voter pour leur top 20 des meilleurs singles de Madonna par le magazine Q. Crazy for You arrive onzième.

### Résultats dans les classements
Aux États-Unis, Crazy for You devient le second numéro un de Madonna dans le Billboard Hot 100. La chanson commence à la 54e place dans la semaine du 30 mars 1985. Après six semaines, la chanson atteint la tête du classement, remplaçant We Are the World de USA for Africa, et reste à cette position pendant une semaine. Crazy for You est le second numéro un de Bettis en tant qu'auteur, après Top of the World de The Carpenters. Avec Crazy for You, Bettis doute qu'elle puisse atteindre la tête après être restée seconde pendant trois semaines derrière We Are the World. Lind et lui commentent : « Si vous devez perdre quelque chose, c'est bien avec We Are the World. Heureusement, la semaine suivante voit la recrudescence du titre, et passe devant We Are the World, qui laisse savoir comment la chanson et comment l'artiste étaient ». Crazy for You est certifiée disque d'or par la Recording Industry Association of America (RIAA) le 16 juillet 1985 pour la vente d'un million d'exemplaires à travers les États-Unis - l'exigence pour un single avant 1989,,. La chanson atteint la seconde position du Adult Contemporary Singles et la quatre-vingtième du Hot Black Singles,. Elle est classée en neuvième position du classement de l'année 1985 et Madonna est la première artiste pop. Au Canada, la chanson entre à la soixante-dixième position du classement RPM le 16 mars 1985. Durant la onzième semaine suivant son entrée, la chanson devient numéro un. Elle reste présente vingt-cinq semaines dans le classement et est listée au septième rang dans le classement RPM de la fin de l'année 1985. Un vidéoclip sort pour accompagner la chanson, montrant Madonna chanter dans une boîte de nuit. Il est inclus dans la vidéo Celebration: The Video Collection, sortie en 2009.
La chanson est numéro un en Australie et remplace un autre single de Madonna : Angel/Into the Groove, en première place du classement Australian Kent Music Report, faisant de Madonna l'une de la poignée d'artistes qui se sont eux-mêmes remplacés pour la tête du classement australien,. Après la sortie en single de la chanson le 8 juin 1985, elle entre dans le UK Singles Chart et atteint la deuxième place. En février 1991, la chanson est ré-éditée et atteint encore la même position. Elle est certifiée disque d'or par la British Phonographic Industry (BPI) pour la vente de 400 000 exemplaires au Royaume-Uni. La popularité de Madonna est telle que lorsque Vision Quest sort en cassette vidéo, elle est rebaptisée Crazy for You en hommage à son succès. Selon l'Official Charts Company, la chanson s'est vendue à 670 000 exemplaires au Royaume-Uni. Crazy for You est aussi numéro deux en Irlande et en Nouvelle-Zélande,. La chanson est classée dans le top 20 en Belgique, Espagne, Europe, Italie, Japon, Pays-Bas, Suède et Suisse,,,,,,, et le top 50 en Allemagne, Autriche et France,,.

## Interprétations scéniques

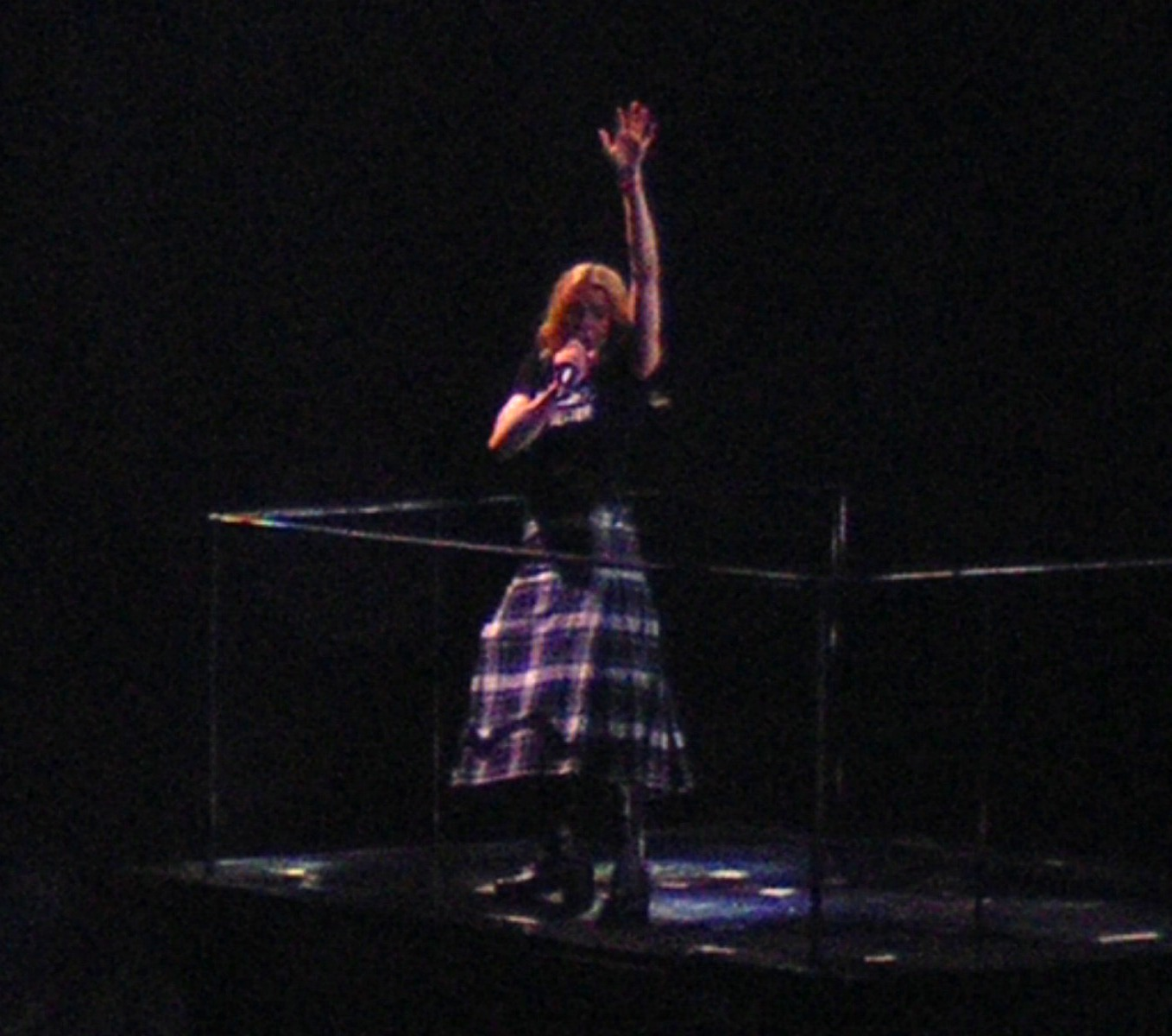
Madonna interprétant Crazy for You lors du Re-Invention Tour.

Madonna interprète Crazy for You pour la première fois en 1985 lors de son Virgin Tour. Elle porte un haut et une longue jupe noires avec ses cheveux emmêlés et une croix attachée sur elle. Après une prestation énergique d'Over and Over, Madonna s'assoit sur des escaliers et chante Crazy for You. Paul Grein, journaliste musical de Billboard, commente qu'elle « était à sa meilleure forme pour Crazy for You, faisant un bon approfondissement, la qualité vocale rauque qui reflète l'approfondissement de la chanson d'une approche lyrique ». L'interprétation est incluse dans la vidéo Live: The Virgin Tour, filmée à Détroit. Dans le Re-Invention Tour en 2004, Madonna chante Crazy for You dans la dernière partie du spectacle. Durant cette partie, elle porte un kilt écossais et un T-shirt qui a des titres différents selon les endroits ; généralement il est marqué « Kabbalists Do It Better », cependant il est écrit « Brits Do It Better » et « Irish Do It Better » dans les concerts en Irlande et au Royaume-Uni. Généralement après avoir fini Papa Don't Preach, Madonna dédicace la chanson suivante à tous ses fans depuis vingt ans, et commence à chanter Crazy for You. À la fin de la chanson, elle jette son T-shirt au public. La prestation ne fait pas partie de l'album et du documentaire de la tournée I'm Going to Tell You a Secret, sortie en 2005.

## Reprises
Plusieurs artistes philippins enregistre des reprises de Crazy for You incluant, Sponge Cola en 2004, Michael Cruz en 2005 et MYMP pour leur album New Horizon,,. En 2007, Groove Armada enregistre une reprise avec Alan Donohoe du groupe The Rakes pour la compilation Radio 1 Established in 1967. New Found Glory réalise une reprise pop punk de la chanson avec Max Bemis pour leur album From the Screen to Your Stereo Part II. Une reprise de la chanson par Lion of Panjshir est incluse dans la compilation hommage pour Madonna Through the Wilderness. Melissa Totten fait une reprise Hi-NRG pour son album dance Forever Madonna. Une version instrumentale est jouée dans l'épisode 13 Candles de la série La Fête à la maison quand Kimmy embrasse Kevin à une fête. Elle est aussi diffusée dans le film 30 ans sinon rien avec Jennifer Garner. Chris Griffin chante cette chanson dans l'épisode Long John Peter de la série Les Griffin.

## Versions
| - Single 33 tours É.U. 1. Crazy for You – 4:08 2. No More Words (Berlin) – 3:54 - Single 45 tours É.U. 1. Crazy for You – 4:08 2. Gambler – 3:54 - Single 45 tours Pays-Bas 1. Crazy for You – 4:08 2. I'll Fall in Love Again (Sammy Hagar) – 4:11 3. Only the Young (Journey) – 4:01 | - Single 45 tours R.U. 1985 1. Crazy for You – 4:08 2. I'll Fall in Love Again (Sammy Hagar) – 4:11 - R.U. 1991 single/cassette single 1. Crazy for You (Remix) – 3:45 2. Keep It Together (Shep Pettibone Single Remix) – 4:30 - R.U. 1991 Single 45 tours/CD maxi-single 1. Crazy for You (Remix) – 3:45 2. Keep It Together (Shep Pettibone Remix) – 7:45 3. Into the Groove (Shep Pettibone Remix) – 8:06 |

## Crédits
- Madonna - chant principal, chœurs
- John Bettis - auteur
- Jon Lind - auteur
- John « Jellybean » Benitez - producteur
- Rob Mounsey - arrangement musical
- Greg Fulginiti - mixage audio

## Classements, certifications et successions à la première place
| Pays                                            | Meilleure position |
| ----------------------------------------------- | ------------------ |
| Allemagne                                       | 26                 |
| Australie                                       | 1                  |
| Autriche                                        | 23                 |
| Belgique                                        | 13                 |
| Canada                                          | 1                  |
| Espagne                                         | 17                 |
| Europe                                          | 6                  |
| France                                          | 47                 |
| Irlande                                         | 2                  |
| Italie                                          | 15                 |
| Japon                                           | 4                  |
| Nouvelle-Zélande                                | 2                  |
| Pays-Bas                                        | 11                 |
| Royaume-Uni (1985)                              | 2                  |
| Royaume-Uni (1991)                              | 2                  |
| Suède                                           | 13                 |
| Suisse                                          | 16                 |
| États-Unis Billboard Hot 100                    | 1                  |
| États-Unis Billboard Adult Contemporary Singles | 2                  |
| États-Unis Billboard Hot Black Singles          | 80                 |

| Pays       | Meilleure position |
| ---------- | ------------------ |
| Canada     | 7                  |
| Italie     | 59                 |
| Pays-Bas   | 58                 |
| États-Unis | 9                  |

| Pays        | Classement |
| ----------- | ---------- |
| Royaume-Uni | Or         |
| États-Unis  | Or         |

## Compléments